# Stephen Amell
Stephen Amell, född 8 maj 1981 i Toronto, Ontario, är en kanadensisk skådespelare. Han är mest känd för att spela Oliver Queen i TV-serien Arrow. Han är sedan den 25 december 2012 gift med America's Next Top Model-deltagaren Cassandra Jean. De har tillsammans dottern Mavi Alexandra Amell född 15 oktober 2013. Stephen Amell är även kusin till Robbie Amell som också är skådespelare.

## Filmografi

### Film
| År   | Titel                                            | Roll                | Notering          |
| ---- | ------------------------------------------------ | ------------------- | ----------------- |
| 2007 | The Tracey Fragments                             | Detektiv            |                   |
| 2007 | Closing the Ring                                 | Teddy Gordon        |                   |
| 2009 | Screamers: The Hunting                           | Guy                 | Direkt till video |
| 2010 | The Cutting Edge: Fire & Ice                     | Philip Seaver       | TV-film           |
| 2011 | Justice for Natalee Holloway                     | Joran van der Sloot | TV-film           |
| 2011 | Stay with Me                                     | Travis              | Kortfilm          |
| 2013 | When Calls the Heart                             | Wynn Delaney        | TV-film           |
| 2016 | Code 8                                           | Drone Pilot (voice) | Kortfilm          |
| 2016 | Teenage Mutant Ninja Turtles: Out of the Shadows | Casey Jones         |                   |
| 2018 | Mi Madre, My Father                              | Hal Nelson          | Kortfilm          |
| 2019 | Code 8                                           | Garrett             |                   |

### TV
| År        | Titel                          | Roll                         | Notering                               |
| --------- | ------------------------------ | ---------------------------- | -------------------------------------- |
| 2004      | Queer as Folk                  | Spinning instruktör          | 2 avsnitt                              |
| 2004      | Degrassi: The Next Generation  | Doorman                      | Avsnitt "Ghost in the Machine: Part 2" |
| 2005      | Missing                        | Ian Harrington               | Avsnitt "Paper Anniversary"            |
| 2005      | Tilt                           | Bellboy                      | Avsnitt "Rivered"                      |
| 2005      | Beautiful People               | Jason                        | 5 avsnitt                              |
| 2005      | Dante's Cove                   | Adam                         | 2 avsnitt                              |
| 2006–2008 | Rent-a-Goalie                  | Billy                        | 18 avsnitt                             |
| 2007      | ReGenesis                      | Craig Riddlemeyer            | 2 avsnitt                              |
| 2007–2012 | Heartland                      | Nick Harwell                 | 6 avsnitt                              |
| 2007–2009 | 'Da Kink in My Hair            | Matthew                      | 4 avsnitt                              |
| 2009      | Flashpoint                     | Peter Henderson              | Avsnitt "Exit Wounds"                  |
| 2010      | Blue Mountain State            | Travis                       | 2 avsnitt                              |
| 2010      | CSI: Miami                     | Peter Truitt                 | Avsnitt "Sleepless in Miami"           |
| 2010      | NCIS: Los Angeles              | Marin Sergeant Andrew Weaver | Avsnitt "Bounty"                       |
| 2011      | The Vampire Diaries            | Brady                        | 2 avsnitt                              |
| 2011      | CSI: Crime Scene Investigation | A.J. Gust                    | Avsnitt "73 Seconds"                   |
| 2011      | Hung                           | Jason                        | 10 avsnitt                             |
| 2011      | 90210                          | Jim                          | 2 avsnitt                              |
| 2011–2012 | New Girl                       | Kyle                         | 2 avsnitt                              |
| 2012      | Private Practice               | Scott Becker                 | 7 avsnitt                              |
| 2012-2020 | Arrow                          | Oliver Queen/Arrow           | 170 avsnitt                            |
| 2014-2018 | The Flash                      | Oliver Queen/Arrow           | 7 avsnitt                              |
| 2016-2017 | DC's Legends of Tomorrow       | Oliver Queen/Arrow           | 5 avsnitt                              |
| 2017-2018 | Supergirl                      | Oliver Queen/Arrow           | 2 avsnitt                              |